# Gunung Cemaru
Gunung Cemaru är ett berg i Indonesien, på gränsen till Malaysia.   Det ligger i provinsen Kalimantan Timur, i den nordvästra delen av landet, 1 200 km nordost om huvudstaden Jakarta. Toppen på Gunung Cemaru är 1 632 meter över havet, eller 174 meter över den omgivande terrängen. Bredden vid basen är 2,8 km.
Terrängen runt Gunung Cemaru är huvudsakligen lite bergig.  Trakten runt Gunung Cemaru är nära nog obefolkad, med mindre än två invånare per kvadratkilometer. Det finns inga samhällen i närheten. I omgivningarna runt Gunung Cemaru växer i huvudsak städsegrön lövskog.